# Афайя
Афайя или Афея (на старогръцки: Ἀφαία; на латински: Aphaea) е древногръцка морска богиня. Според Павзаний тя произлиза от Крит. Чествана е само на остров Егина, където е главната богиня.
Храмът на богинята в Егина е построен около 500 пр.н.е.